# Dunja Hayali
Dunja Hayali (Datteln, 6 de junho de 1974) é uma jornalista e apresentadora de televisão alemã.

## Biografia

### Origem, juventude, formação
Dunja Hayali é filha de iraquianos cristãos de Mosul. Sua mãe é uma cristã caldea católica, seu pai é um cristão sírio-ortodoxo. Hayali era mesmo católica e na sua juventude acólita, mas deixou a Igreja. Os pais mudaram-se de Bagdá primeiro para Viena, para estudarem medicina e farmácia. No momento do nascimento de Hayali levava seu pai um consultório particular em Datteln, onde a mãe ajudava.  O irmão mais velho de Hayali também é médico, a sua irmã mais velha trabalhava como enfermeira e depois num hospital. Na sua juventude exerceu diferentes desportos. Jogou vôlei e futebol, treinou judô e exerceu até a idade de 15 anos tênis como desporto competitivo.
Estudou a partir de 1995 a 1999, na Deutschen Sporthochschule Köln, em Colónia, com o foco em "comunicação e mídia". Durante seus estudos, completou estágios em canais de TV e estações de rádio alemães.

### Carreira jornalística, visibilidade, compromisso político-social

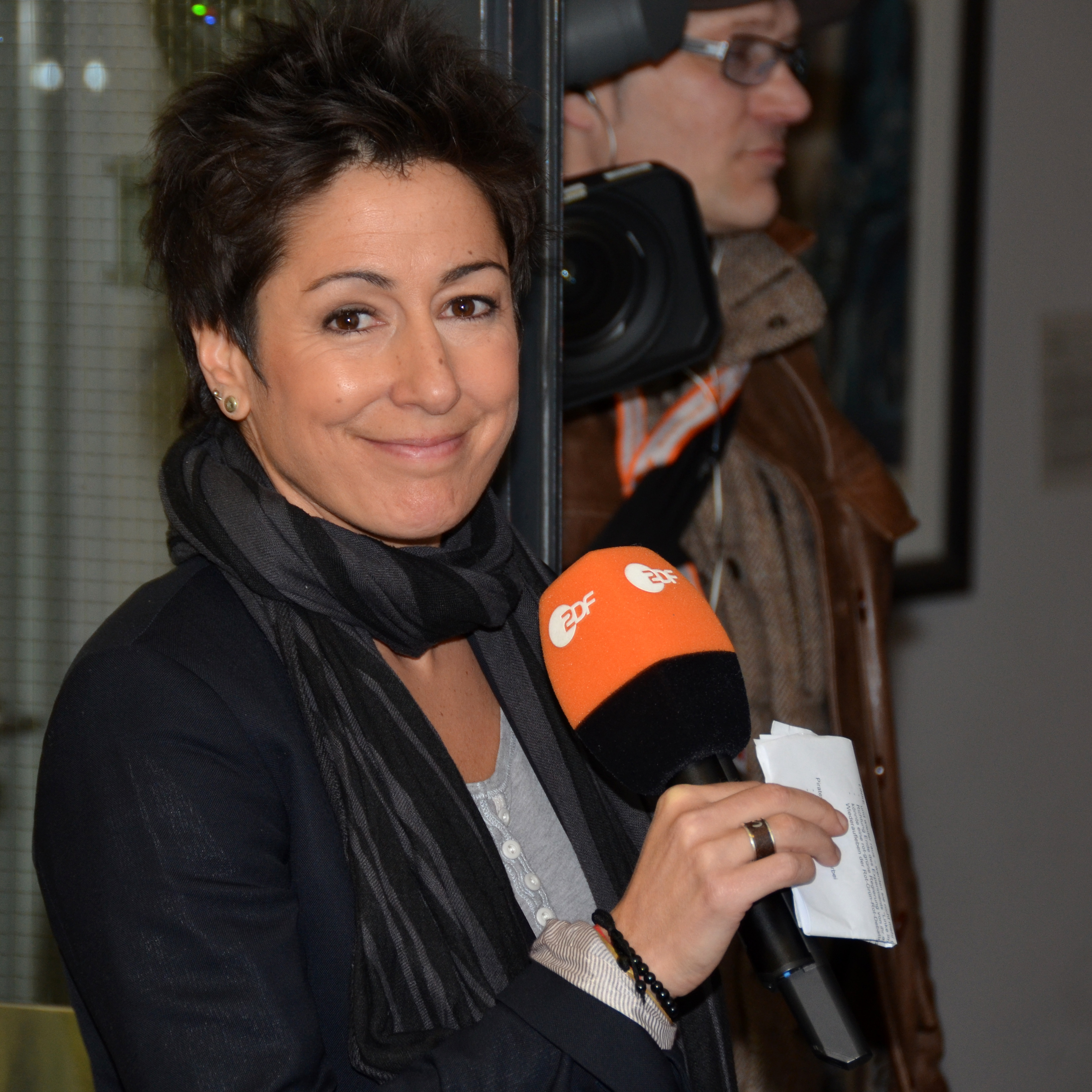
Dunja Hayali (2013)

Depois de formar-se, trabalhou como apresentadora de desporto da rádio Deutsche Welle (Colónia/Bona), como trabalhadeira independente na Radio Köln, e como apresentadora do programa de notícias Journal para a Deutsche Welle TV em Berlim. Além disso, Hayali moderou algumas emissões de desportos e notícias na emissora regional de TV tv.nrw, que cessou a transmissão em meados de 2005.
Em abril de 2007, assumiu Hayali a moderação da ZDF heute-Nachrichten (especialmente hoje – na Alemanha e as edições do fim-de-semana), assim como a co-apresentação do heute-journal , além do principal apresentador Steffen Seibert. Desde outubro de 2007, moderou também o ZDF-Morgenmagazin, o qual apresentou a partir de outubro de 2010 como sucessora de Patricia Schäfer, além de Wulf Schmiese ou Mitri Sirin no final das emissões da tarde (7 a 9 PM) como principal apresentadora. Em 21 de setembro de 2010, Hayali apareceu pela última vez como anfitriã no heute-journal.
No verão de 2015 e 2016 esteve Hayali no lugar de Maybrit Illner como apresentadora do programa da ZDF,  ZDFdonnerstalk. O programa de discussão continuará como novo espaço sob o título Dunja Hayali.
Ela tem moderado também eventos como o congresso de alto nível de energias renováveis.
Dunja Hayali foi laureada com o Goldenen Kamera 2016 na categoria de Melhor Informação. No seu discurso por ocasião da cerimônia de premiação no dia 6 de maio de fevereiro 2016, tematizou também acerca do ódio do que fora alvo após algum tempo. Disse que "Num país onde a liberdade de expressão se tem como um grande bem, podem e devem todos expressar as suas preocupações e o seus temores, sem serem colocados direitamente no canto nazi. Mas, se você expressa comentários racistas, então você é um maldito racista". Durante o seu discurso, recebeu uma ovação em pé no salão.
Em fevereiro de 2016, condenou o tribunal regional de Hamburgo, por injunção preliminar, a um usuário por comentários abusivos de ódio no Facebook na página de Hayali. O tribunal declarou uma multa de até 250.000 euros em caso de violação.
Ela é uma defensora da Associação Gesicht Zeigen! (Mostre a sua cara!). Como embaixadora apoiou a Iniciativa, Respekt! Kein Platz für Rassismus. (Respeito! Não há lugar para o racismo).

### Vida privada
Hayali deu a conhecer em 2008 que desde 2007 estava num relacionamento amoroso com Mareike Arning, vocalista da banda de Punk-Pop Uschi's Orchester. O Casal separou-se em 2011.

## Prémios

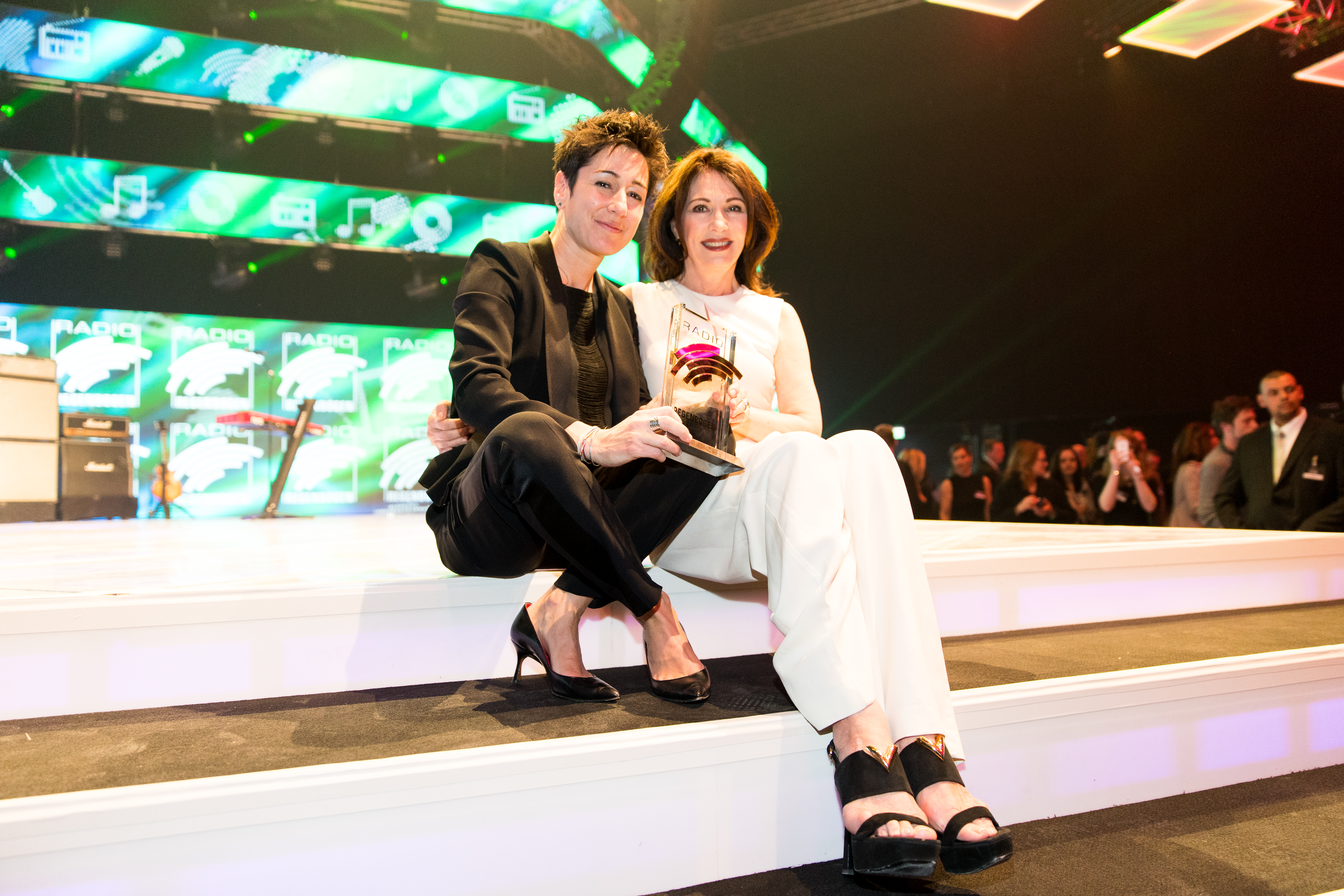
Dunja Hayali com a apresentadora Iris Berben no Radio Regenbogen Award 2017 no Europapark, em Rust

- 2016: Câmera de ouro na categoria Melhor Informação
- 2016: Prémio Robert-Geisendörfer : prêmio especial do júri, para realizações publicistas ou artísticas exemplares.
- 2016: Ordem do mérito do estado da Renânia do Norte-Vestfália[9]
- 2016: Prémio Annemarie Renger do Arbeiter-Samariter-Bundes Deutschland[10]
- 2017: Radio Regenbogen Award como Medienfrau 2016 (mulher dos medios 2016)

## Publicações
- Com Elena Senft: Is’ was, Dog? Mein Leben mit Hund und Haaren. Ullstein, Berlim 2014, ISBN 978-3-86493-021-8; ibid. 2015, ISBN 978-3-548-37592-2

## Literatura
- Dunja Hayali, in: Internationales Biographisches Archiv 06/2011 vom 8. Februar 2011, no Munzinger-Archiv (Início do artigo com acesso livre) 06/2011 no Munzinger-Archiv Dunja Hayali, in: Internationales Biographisches Archiv 06/2011 vom 8. Februar 2011, no Munzinger-Archiv (Início do artigo com acesso livre)

## Links
- Dunja Hayali em Dunja Hayali. no IMDb. (inglês)
- Dunja Hayali em Twitter
- Profil em Agentur Barbarella Entertainment
- Irina Fernandes: E-Mail vom ZDF: Journalistin kehrt regelmäßig in ihre Heimatstadt Datteln zurück – Retrato em Westfalenspiegel 3/2009 (PDF; 90 kB)